# Ruth Künzle
Ruth Künzle (* 29. März 1972 in Waldkirch SG) ist eine ehemalige Schweizer Eishockeynationalspielerin, die für den EV Zug und den HC Lugano in der Leistungsklasse A aktiv war. Insgesamt gewann sie dabei sieben Schweizer Meistertitel und nahm mit der Schweizer Nationalmannschaft an einer Vielzahl von Turnieren teil. Insgesamt absolvierte sie 214 Länderspiele für die Schweiz.

## Karriere
Ruth Künzle spielte mindestens zwischen 1995 und 2004 für die Frauenmannschaft des EV Zug und gewann mit diesem drei Schweizer Meisterschaften (1998, 1999 und 2004). Anschliessend wechselte sie zum HC Lugano und gewann mit dem Ladies Team des HCL vier weitere Meistertitel, ehe sie ihre Karriere 2010 beendete.
Schon 1990 debütierte sie im Alter von 18 Jahren für die Schweizer A-Nationalmannschaft und nahm in den folgenden Jahren an vier Europameisterschaften, zwei B- und vier A-Weltmeisterschaften teil. Der Höhepunkt ihrer Karriere waren die Olympischen Winterspiele 2006 in Turin.
2007 trat sie nach 214 Länderspielen aus der Nationalmannschaft zurück.

## Erfolge und Auszeichnungen
- 1995 Bronzemedaille bei der Europameisterschaft[4]
- 1997 Meister der Region Stockholm mit dem Nacka HK
- 1998 Schweizer Meister mit dem EV Zug
- 1999 Schweizer Meister mit dem EV Zug
- 2002 Meister der Leistungsklasse B mit dem EV Zug
- 2003 Meister der Leistungsklasse B und Aufstieg in die LKA mit dem EV Zug
- 2004 Schweizer Meister mit dem EV Zug
- 2006 Schweizer Meister mit dem HC Lugano
- 2007 Schweizer Meister mit dem HC Lugano
- 2009 Schweizer Meister mit dem HC Lugano
- 2010 Schweizer Meister mit dem HC Lugano

## Karrierestatistik

### International
(Legende zur Spielerstatistik: Sp oder GP = absolvierte Spiele; T oder G = erzielte Tore; V oder A = erzielte Assists; Pkt oder Pts = erzielte Scorerpunkte; SM oder PIM = erhaltene Strafminuten; +/− = Plus/Minus-Bilanz; PP = erzielte Überzahltore; SH = erzielte Unterzahltore; GW = erzielte Siegtore; 1 Play-downs/Relegation; Kursiv: Statistik nicht vollständig)